# 랜드마크
랜드마크(영어: landmark)는 랜드(땅, land)와 마크(mark, 이정표)의 합성어로 먼 곳에서도 잘 보이는 땅에 세워진 물체이다. 지역을 대표하거나 다른 지역과 구별되는 독특한 지형이나 시설물을 가리키는 단어로 고대에는 산, 커다란 나무, 바위 등이 이정표로 삼아졌다. 탐험가나 여행자가 여러 지역을 돌아다니다가 특정 장소로 돌아올 수 있도록 표식으로 삼기도 하였다. 기원전부터 사람들이 만들어온 랜드마크에는 피라미드, 중국의 탑, 유럽의 성당 등이 있다. 순화어로는 마루지라는 단어가 사용된다.
오늘날에는 랜드마크가 가리키는 대상의 범위가 넓어져  건물, 조각상, 문화재, 지형 등과 같이 어떤 곳을 상징하는 물체나 개념적이고 역사적인 의미를 갖는 공간<을 랜드마크라고 부른다. 유명한 랜드마크는 그 지역의 브랜드가 되기도 한다. 세계적으로 유명한 거대한 마천루에는 파리의 에펠탑, 런던의 빅벤, 뉴욕의 자유의 여신상, 도쿄의 도쿄타워, 싱가포르의 마리나 베이 샌즈, 두바이의 부르즈 칼리파 등이 있으며, 대한민국은 서울의 N서울타워 (옛 남산타워)가 대표적인 랜드마크이다. 유명한 랜드마크는 매년 수천만명의 관광객을 불러모아 지역경제 활성화에 기여하기도 한다.

고대의 랜드마크는 신성시되고 믿음의 대상이었다면, 현대의 랜드마크나 마천루는 서로 더 높이짓는 경쟁을 하며 보는 사람에게 위압감을 주는 특징이 있다.

## 세계의 유명한 랜드마크

### 아시아, 아프리카

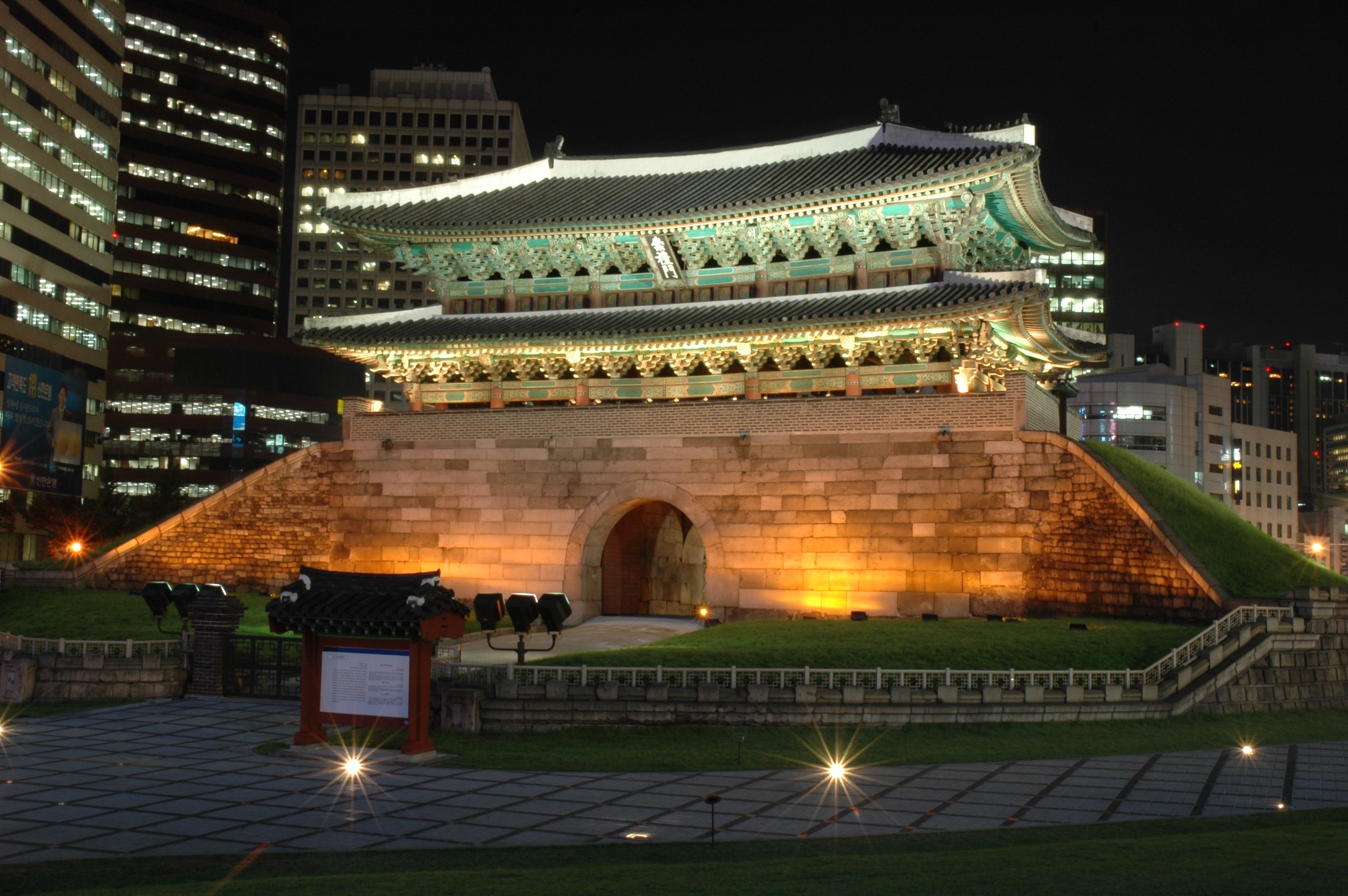
숭례문
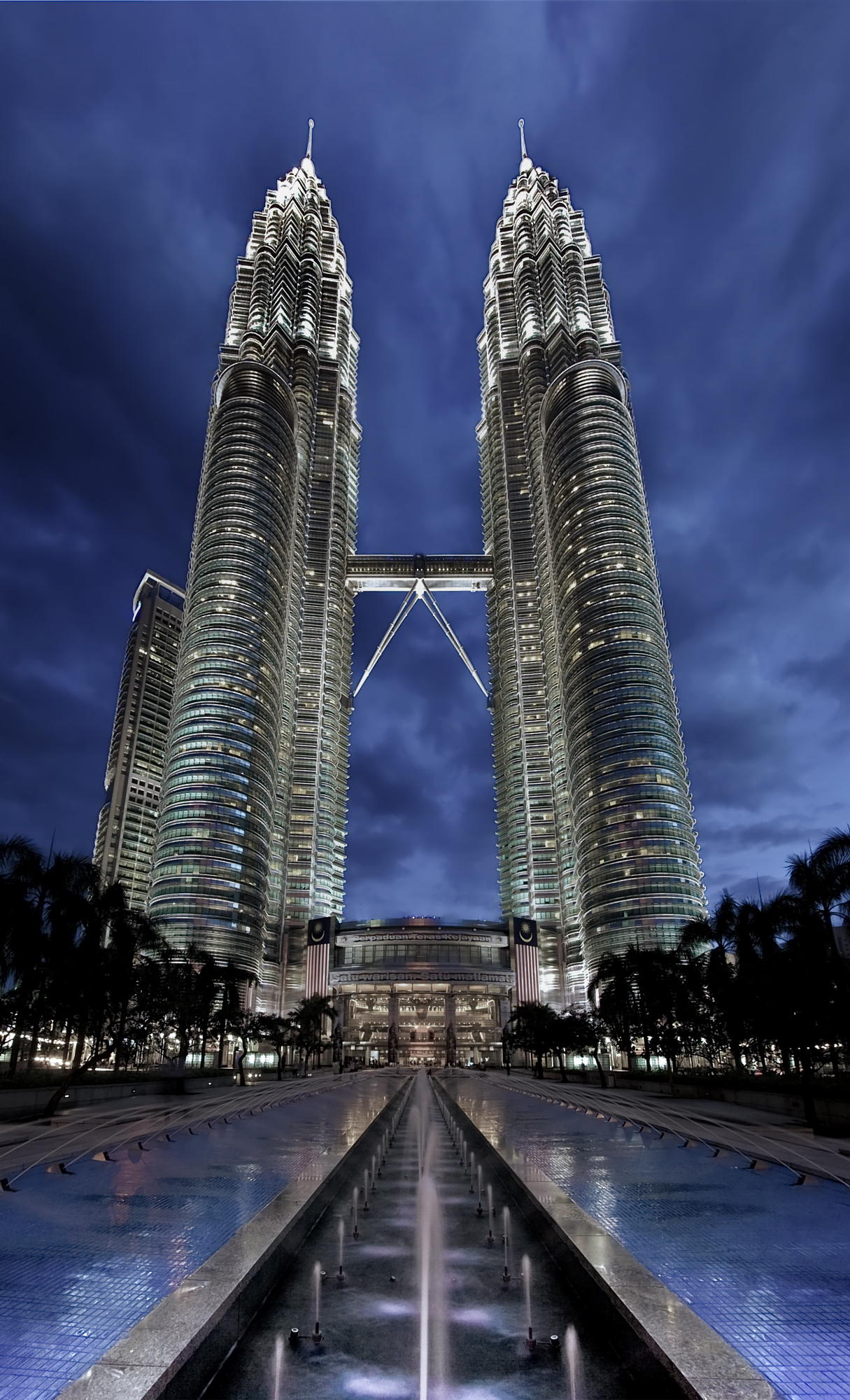
페트로나스 트윈 타워
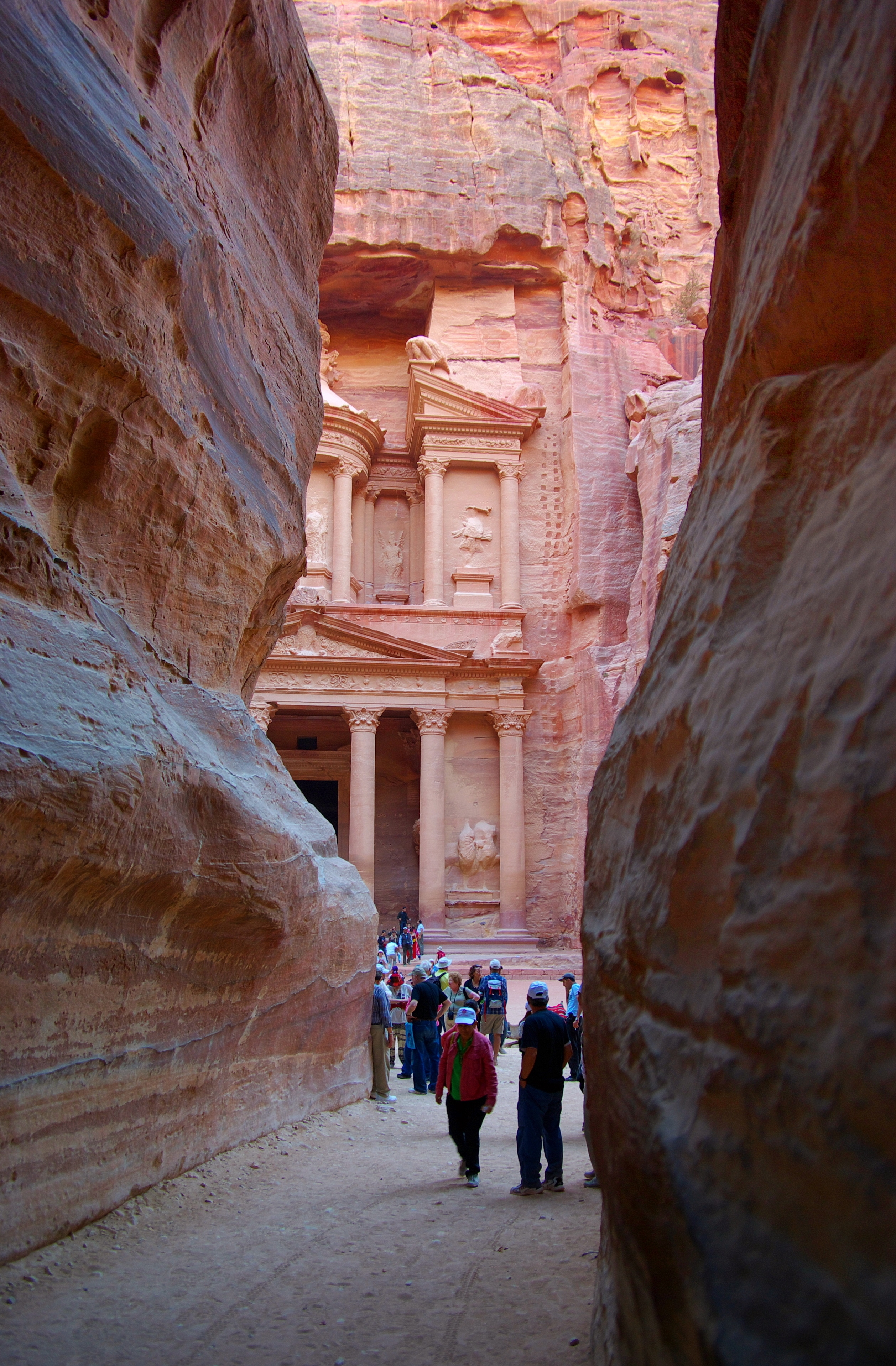
페트라
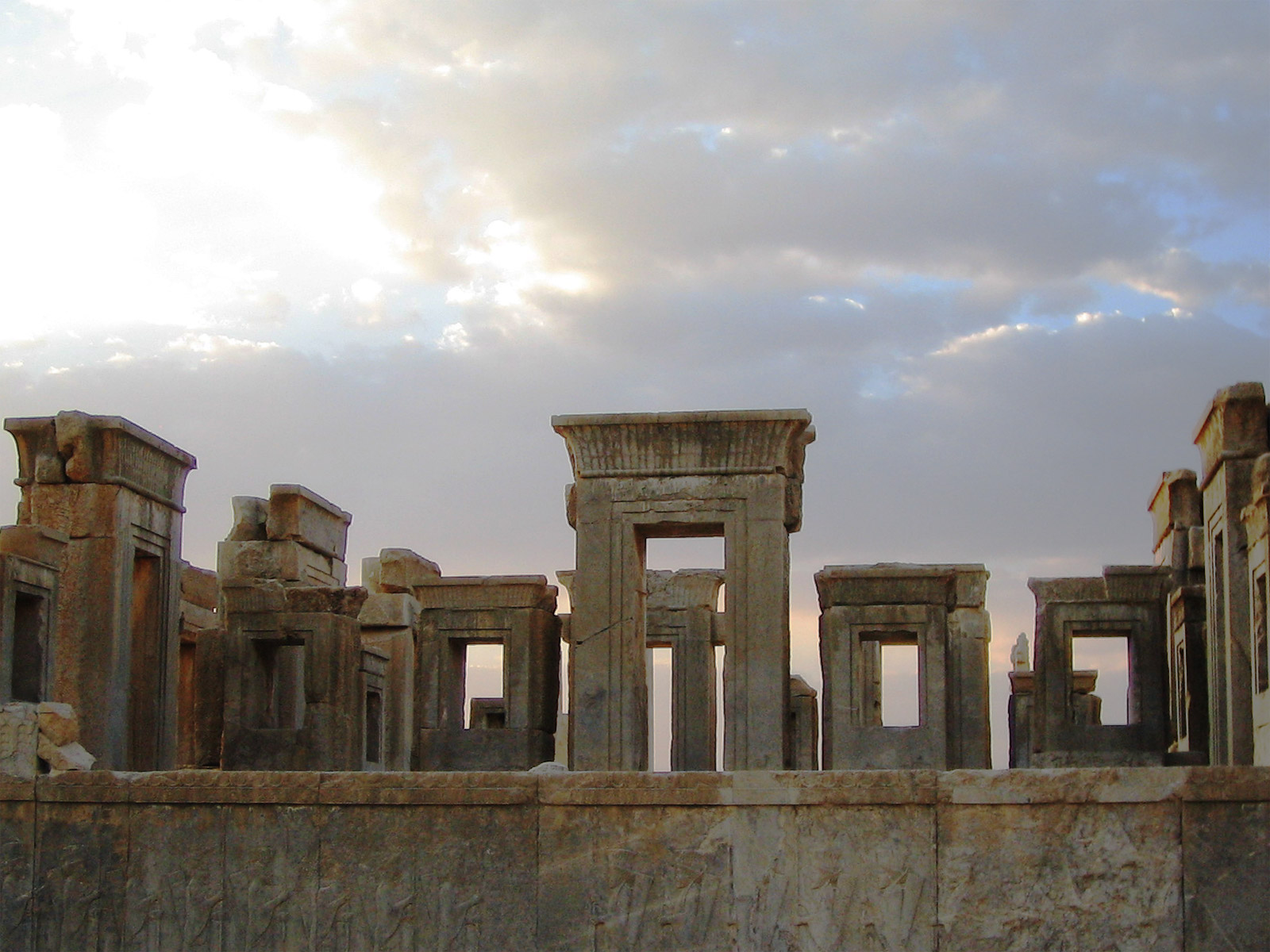
페르세폴리스
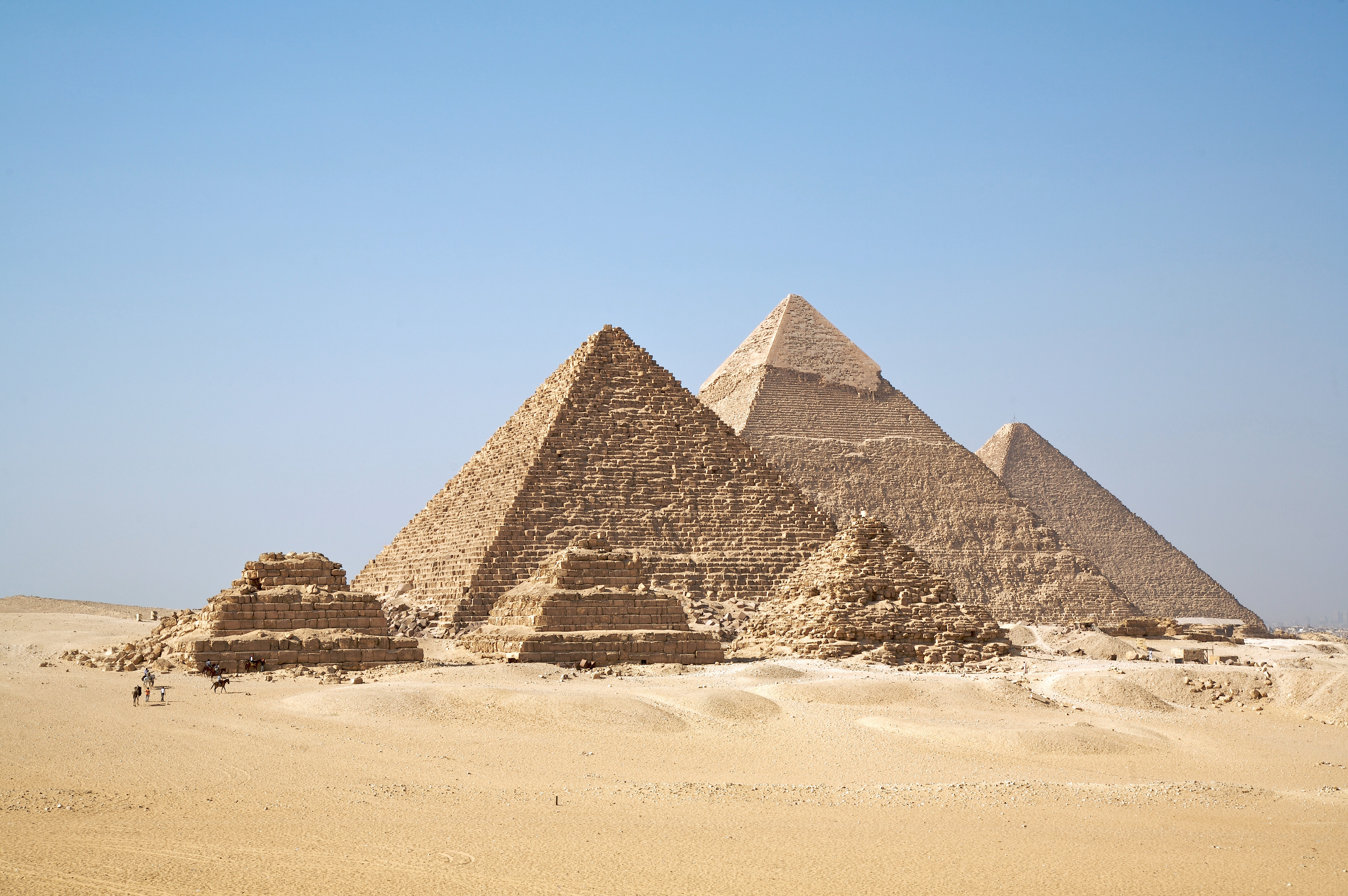
피라미드
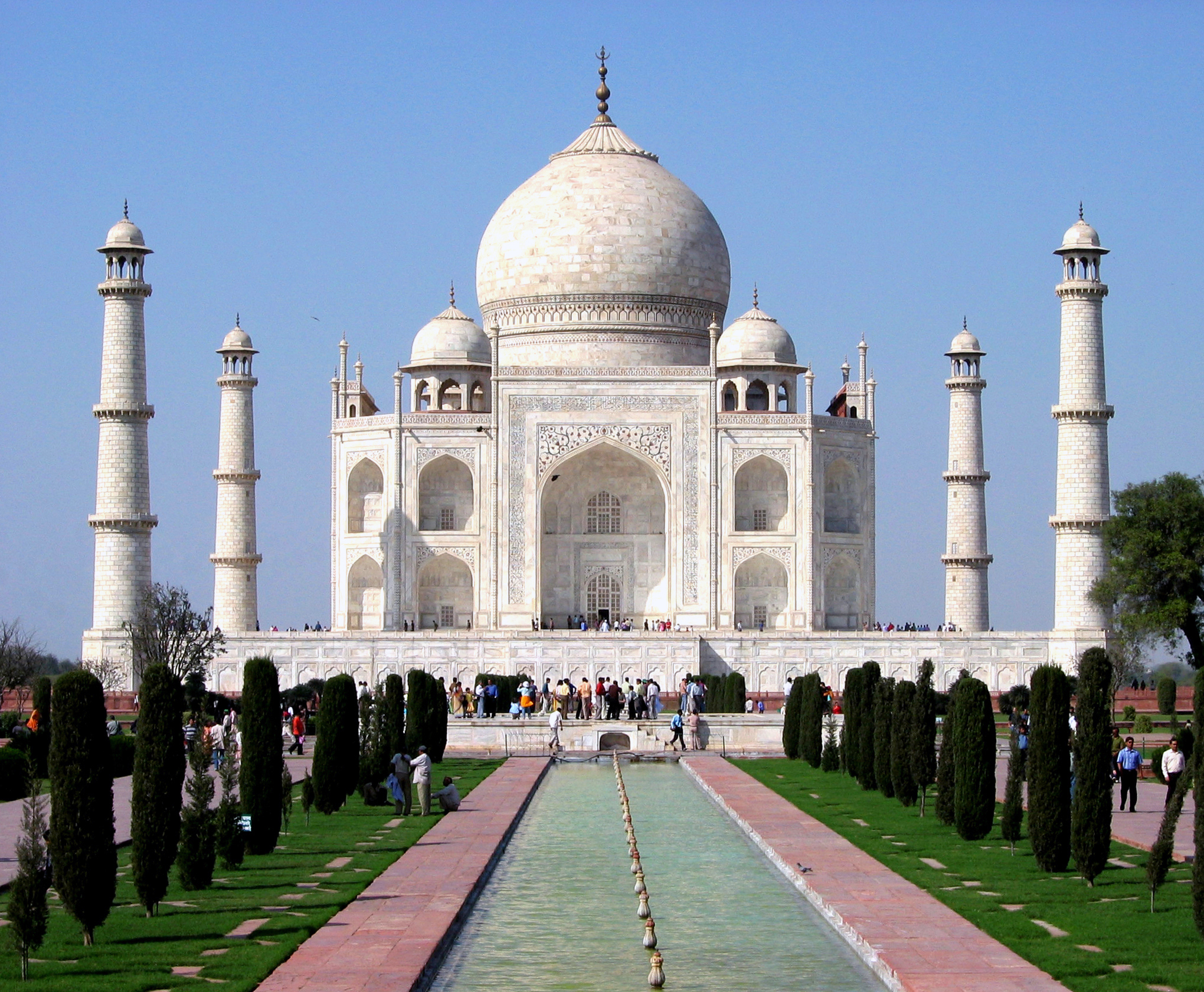
타지마할
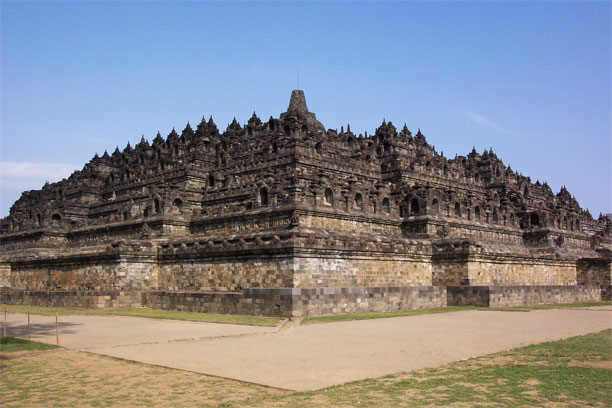
보로부두르
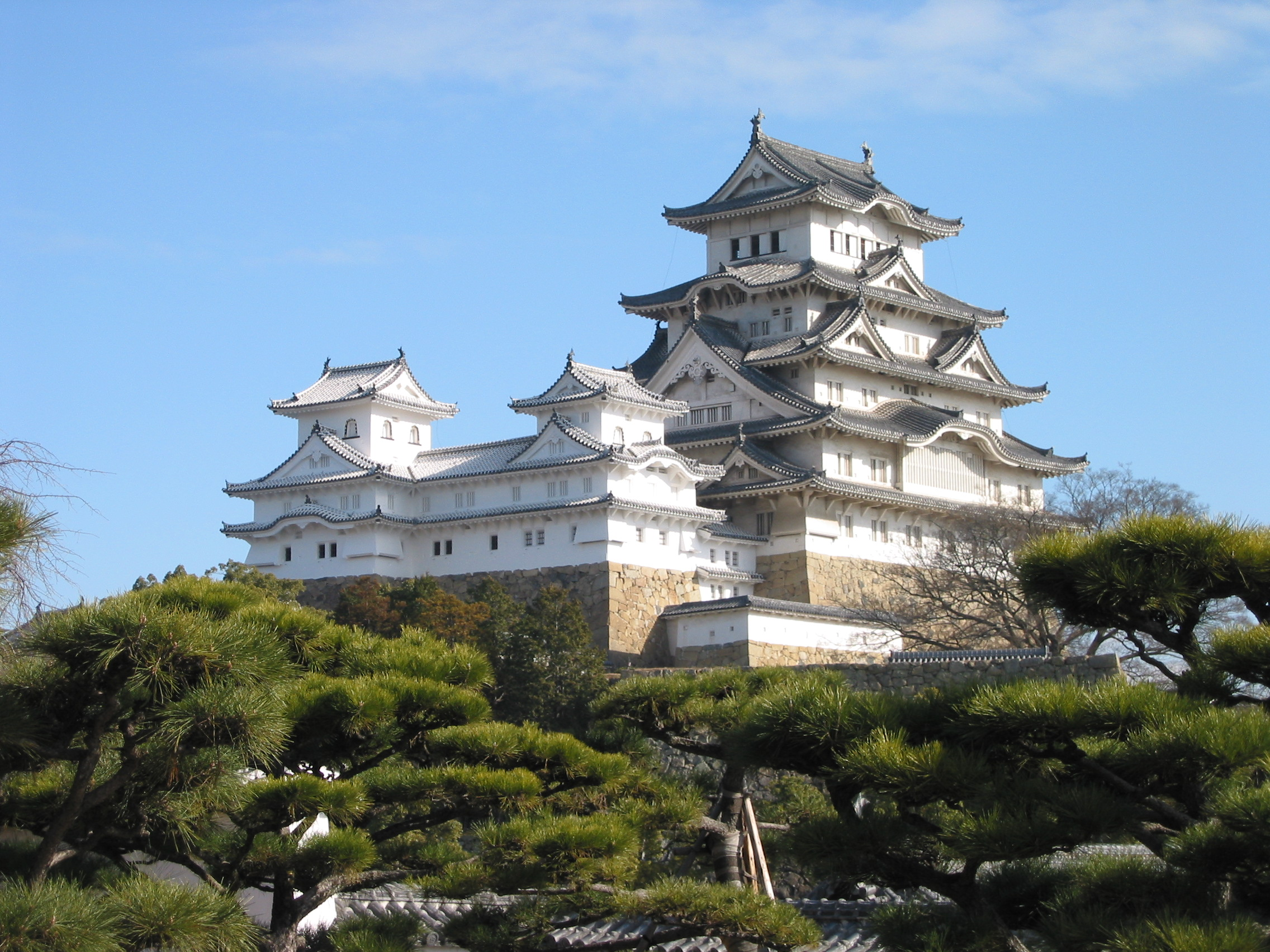
히메지성
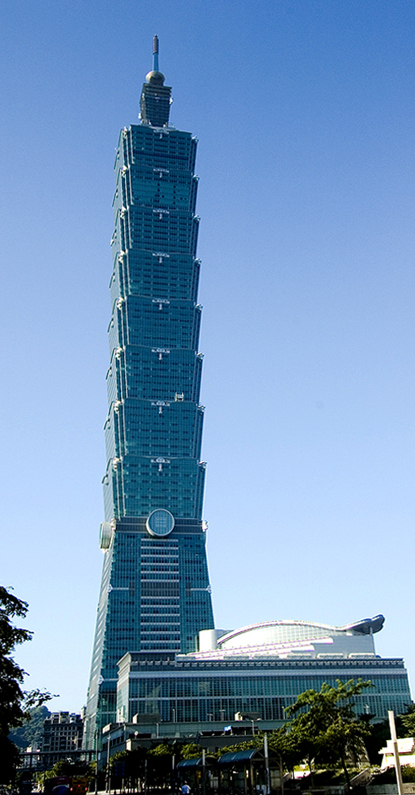
타이베이 101
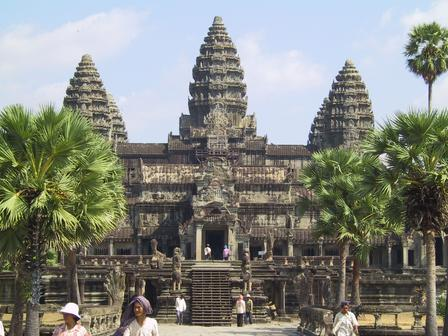
앙코르 와트
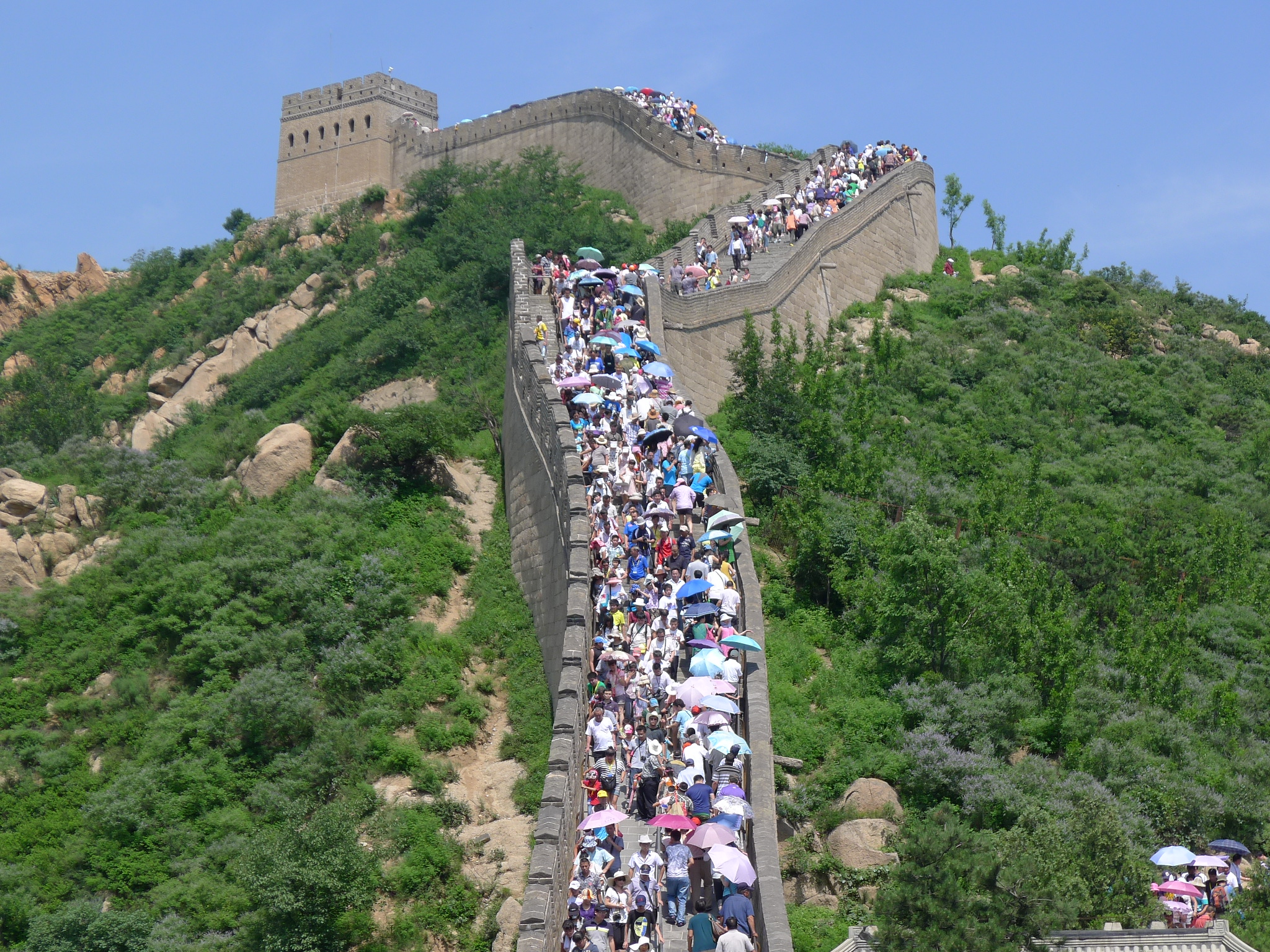
만리장성

### 유럽, 아메리카, 오세아니아

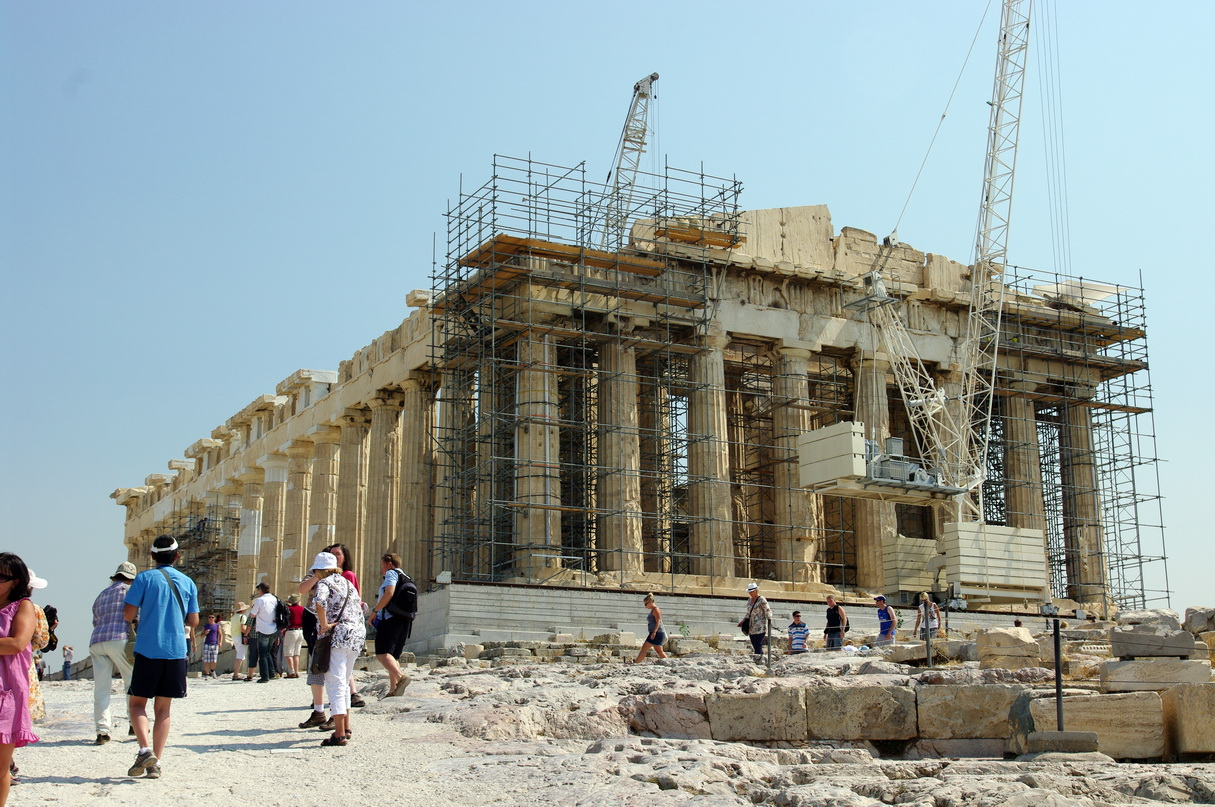
파르테논 신전
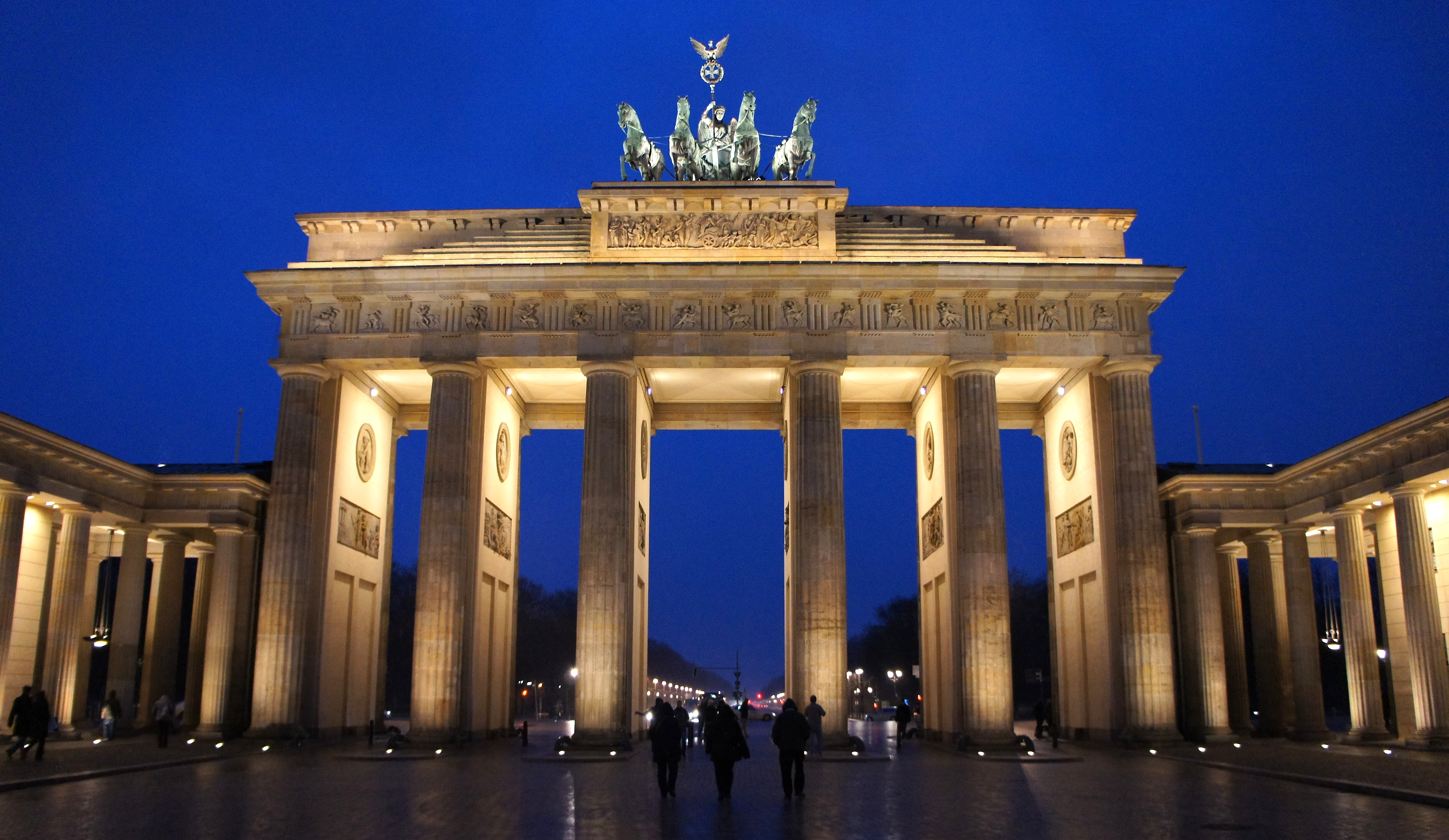
브란덴부르크 문
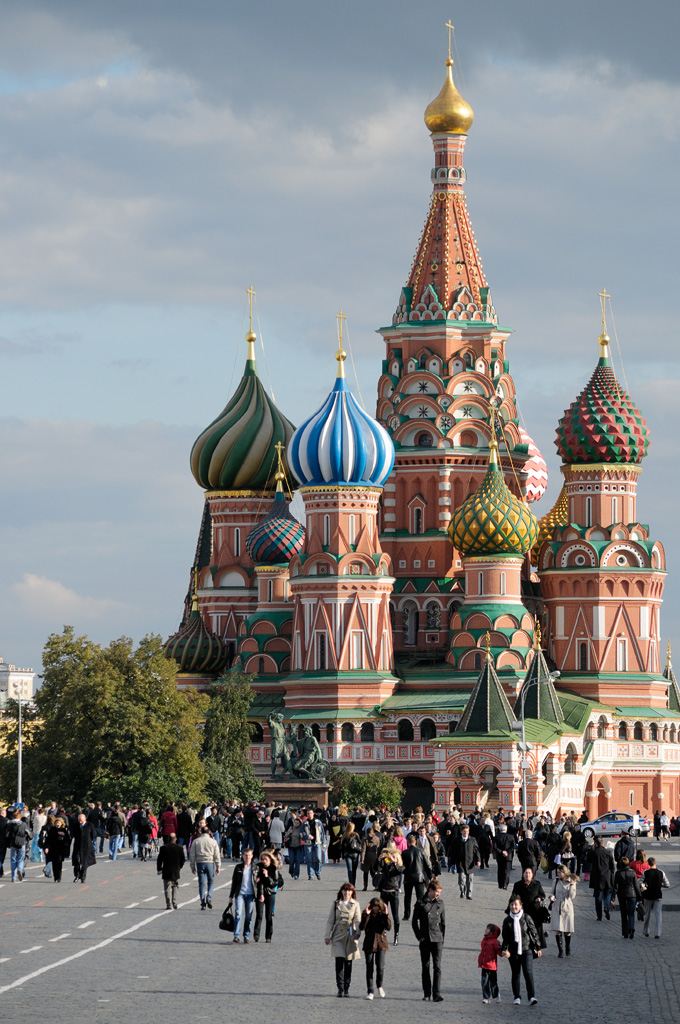
성 바실리 성당
치첸이트사
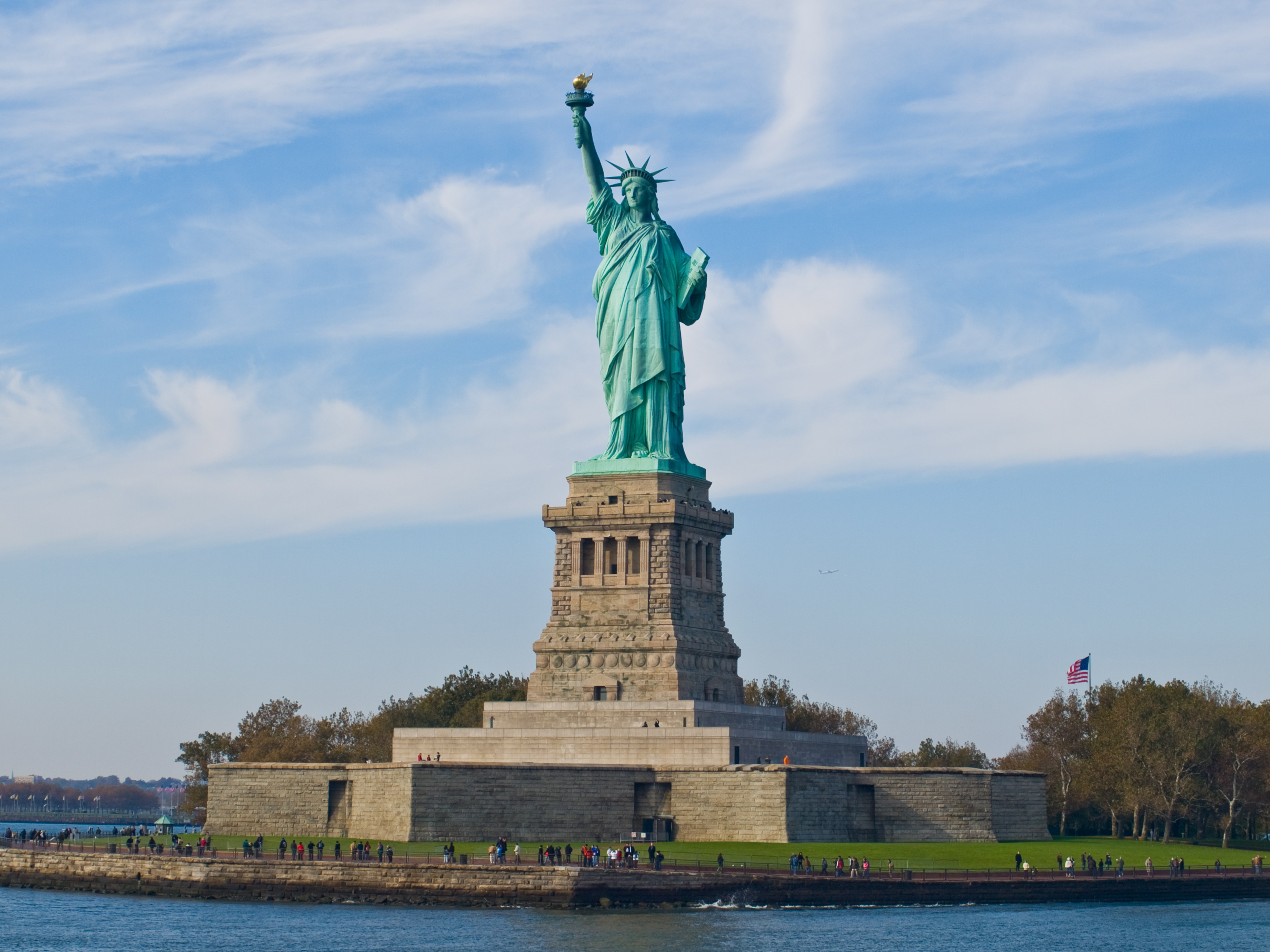
자유의 여신상
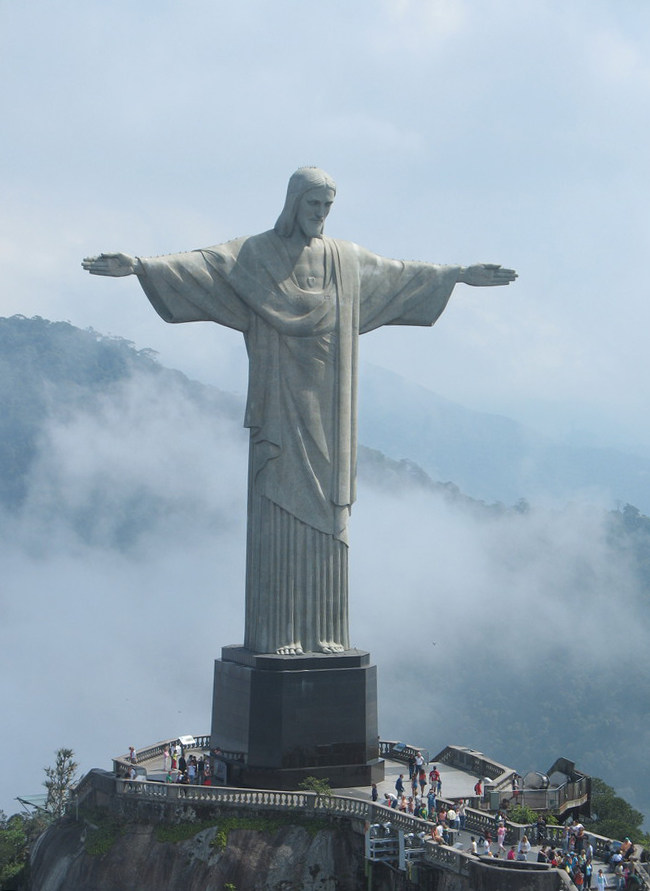
구세주 그리스도상
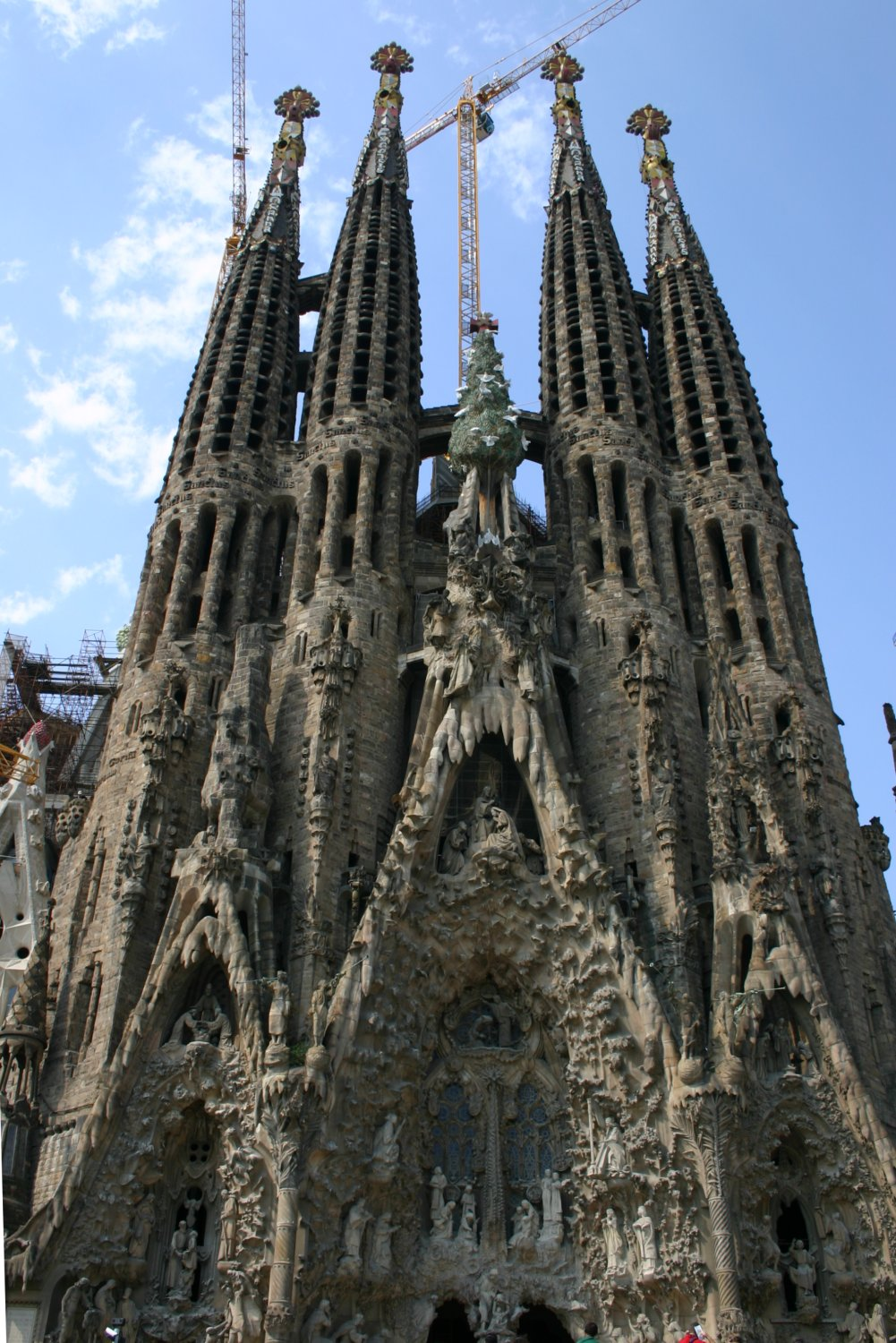
사그라다 파밀리아
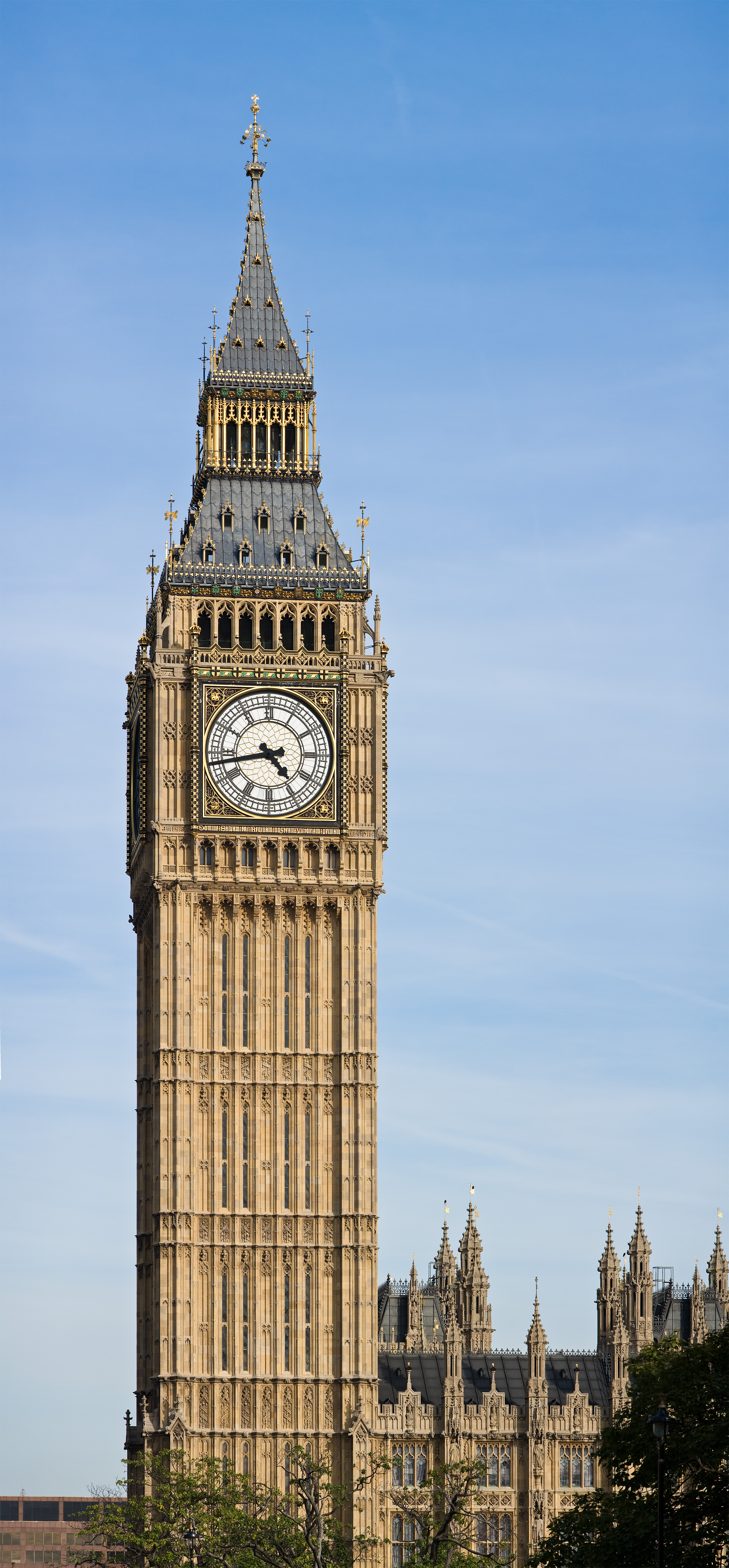
빅벤
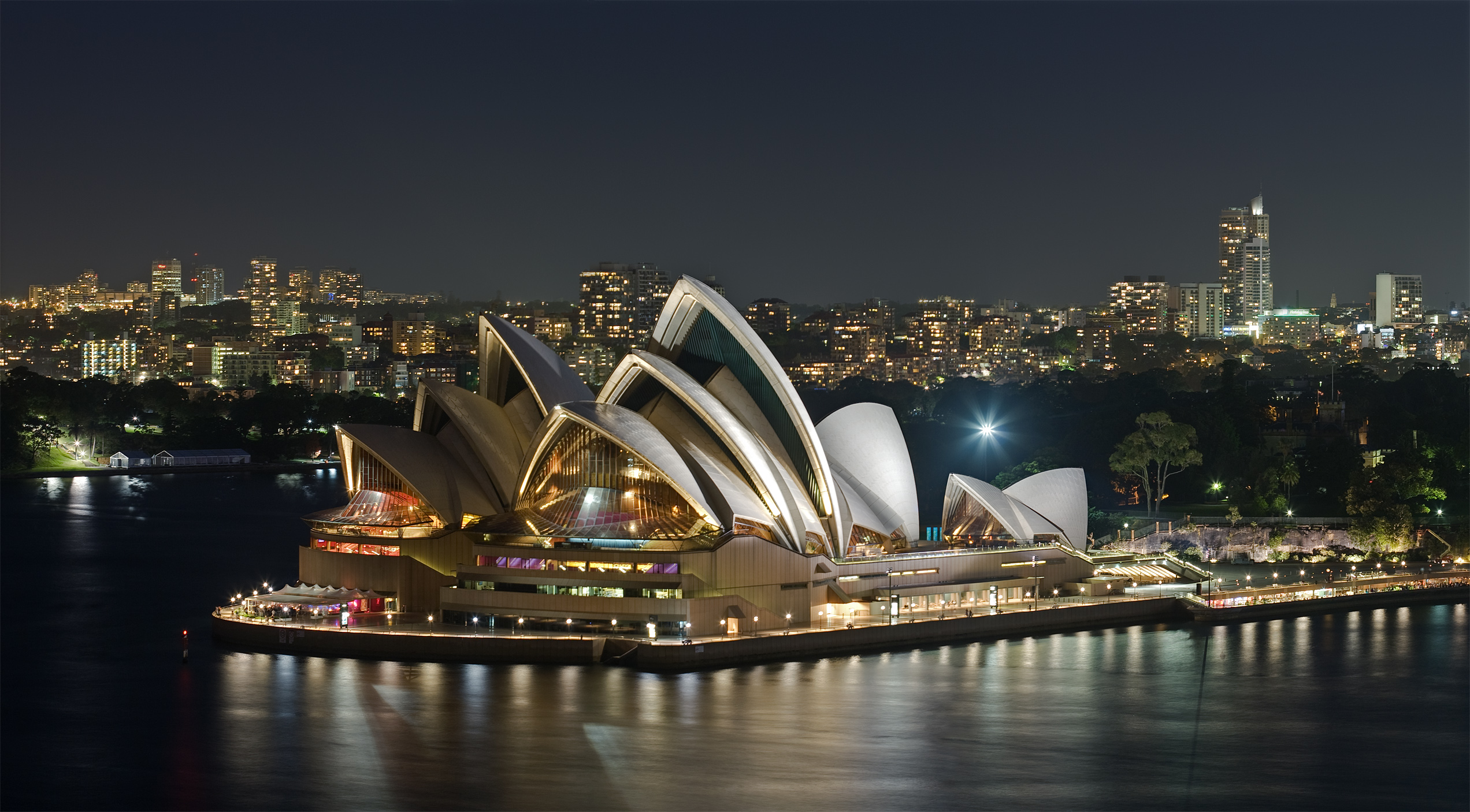
시드니 오페라 하우스
아야 소피아
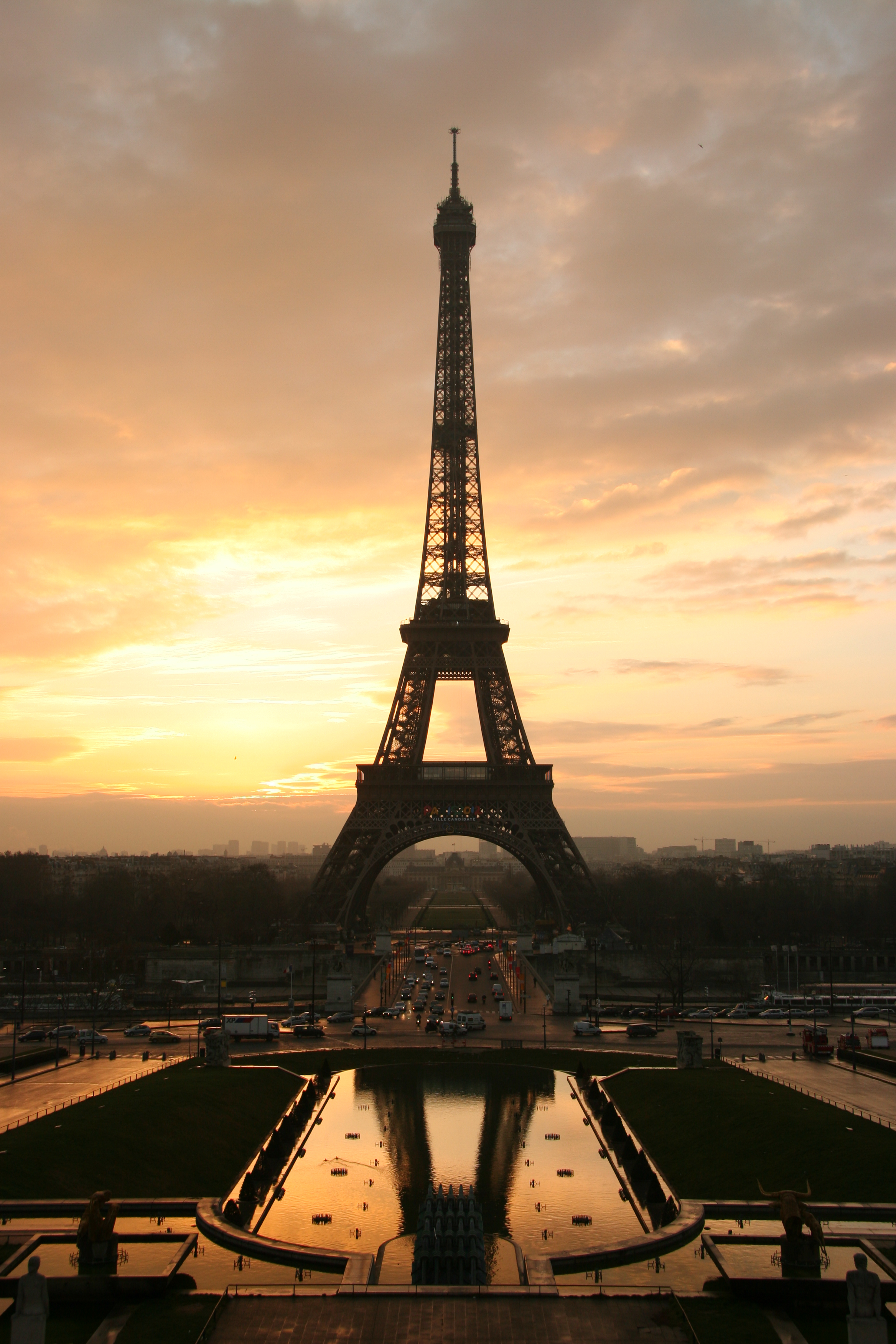
에펠탑
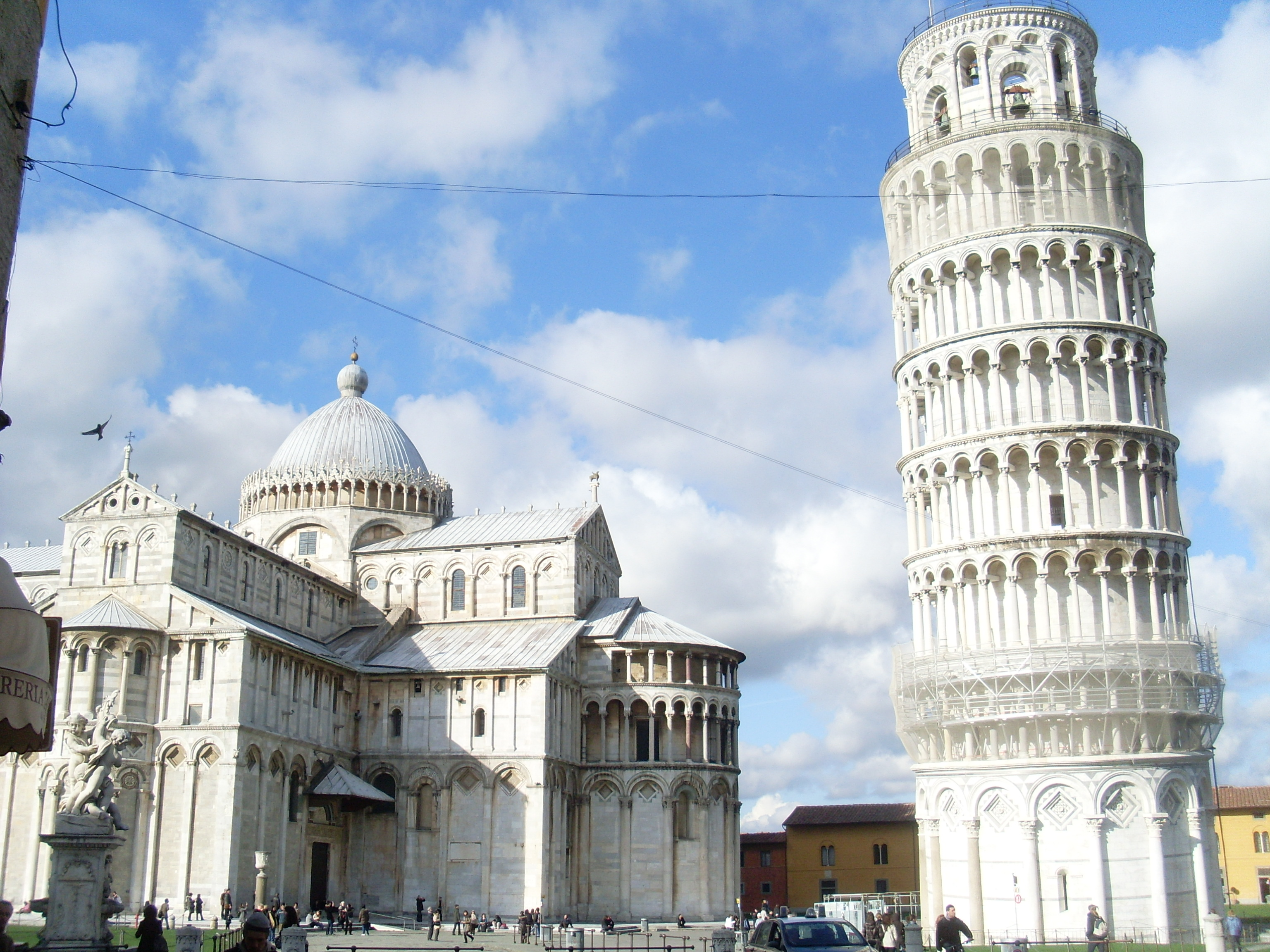
피사의 사탑

## 같이 보기
- 마천루